# Премія Джорджа Девіда Біркгофа
Пре́мія Джо́рджа Де́віда Бі́ркгофа (англ. George David Birkhoff Prize) — наукова нагорода за досягнення у прикладній математиці, яку присуджують спільно Американське математичне товариство (AMS) і Товариство з промислової та прикладної математики (SIAM) на вшанування пам'яті про Джорджа Девіда Біркгофа (1884—1944). 
Премію було засновано у 1967 році, перше вручення відбулось у 1968 році, і наразі (2024 рік) грошова винагорода становить 5000 доларів США. Нагороду присуджують щотри роки за видатний внесок у «прикладну математику у найвищому та найширшому сенсі». 
Отримувач премії має бути членом одного з товариств, що вручають премію, а також проживати у США, Канаді або Мексиці.

## Лауреати нагороди
| Рік  | Лауреат                                       | Обґрунтування |
| ---- | --------------------------------------------- | --- |
| 1968 | Юрген Мозер                                   | За його внесок у теорію гамільтонових динамічних систем, особливо його доведення стійкості періодичних розв'язків гамільтонових систем, що мають два ступені свободи, та його конкретні застосування в ідеях, пов'язаних із цією роботою Оригінальний текст (англ.) [for his contributions to the theory of Hamiltonian dynamical systems, especially his proof of the stability of periodic solutions of Hamiltonian systems having two degrees of freedom and his specific applications of the ideas in connection with this work.] Помилка: {{Lang}}: не вказано код мови (допомога) |
| 1973 | Джеймс Серрін і Фріц Джон                     | За його видатну роботу в галузі рівнянь у частинних похідних, у числовому аналізі і, зокрема, в нелінійній теорії пружності; остання робота привела до вивчення ним квазіізометричних відображень, а також функцій обмеженого середнього коливання, що зробили вплив в інших розділах аналізу Оригінальний текст (англ.) [for his outstanding work in partial differential equations, in numerical analysis, and, particularly, in nonlinear elasticity theory; the latter work has led to his study of quasi-isometric mappings as well as functions of bounded mean oscillation, which have had impact in other areas of analysis] Помилка: {{Lang}}: не вказано код мови (допомога) |
| 1978 | Кліффорд Трусделл, Марк Кац, і Гаррет Біркгоф | За впровадження методів алгебри та найвищих стандартів математики у наукові програми Оригінальний текст (англ.) [for bringing the methods of algebra and the highest standards of mathematics to scientific applications] Помилка: {{Lang}}: не вказано код мови (допомога) |
| 1983 | Пол Гарабедян                                 | За його важливий внесок у диференціальні рівняння з частинними похідними, у математичний аналіз проблем трансзвукового потоку та проєктування аеродинамічного профілю методом комплексифікації, а також у розвиток й застосування наукових обчислень до проблем динаміки рідини та фізика плазми Оригінальний текст (англ.) [for his important contributions to partial differential equations, to the mathematical analysis of problems of transonic flow and airfoil design by the method of complexification, and to the development and application of scientific computing to problems of fluid dynamics and plasma physics] Помилка: {{Lang}}: не вказано код мови (допомога) |
| 1988 | Елліот Ліб                                    | За його глибокий аналіз проблем, що виникають у математичній фізиці Оригінальний текст (англ.) [for his profound analysis of problems arising in mathematical physics] Помилка: {{Lang}}: не вказано код мови (допомога) |
| 1994 | Іво Бабушка і Срініваса Варадхан              | Іво Бабушка: за важливий внесок у надійність методів скінченних елементів, розробку загальної основи для оцінки похибки скінченних елементів та розробку p- і hp- методів скінченних елементів; С. Варахдан: за важливий внесок у мартингальне характеризування дифузійних процесів, у теорію великих відхилень для функціоналів часів заповнення марковських процесів, а також у дослідження випадкових середовищ Оригінальний текст (англ.) [to Ivo Babuška for important contributions to the reliability of finite element methods, the development of a general framework for finite element error estimation, and the development of p- and hp- finite element methods; and to S. R. S. Varadhan for important contributions to the martingale characterization of diffusion processes, to the theory of large deviations for functionals of occupation times of Markov processes, and to the study of random media] Помилка: {{Lang}}: не вказано код мови (допомога) |
| 1998 | Пол Рабіновіц                                 | За його глибокий вплив на галузь нелінійного аналізу Оригінальний текст (англ.) [for his deep influence on the field of nonlinear analysis] Помилка: {{Lang}}: не вказано код мови (допомога) |
| 2003 | Джон Норман Мазер і Чарльз Семюель Пескін     | Джон Мазер: за те, що він був математиком виняткової глибини, потужності й оригінальності; Чарльз Пескін: за те, що він присвятив більшу частину своєї кар'єри розумінню динаміки людського серця та залучив надзвичайно широкий спектр досвіду для вирішення цієї проблеми Оригінальний текст (англ.) [to John Mather for being a mathematician of exceptional depth, power, and originality; and to Charles S. Peskin for devoting much of his career to understanding the dynamics of the human heart and bringing an extraordinarily broad range of expertise to bear on this problem] Помилка: {{Lang}}: не вказано код мови (допомога) |
| 2006 | Кетлін Моравец                                | За її глибоку та впливову роботу з диференціальних рівнянь з частинними похідними, особливо у вивченні ударних хвиль, трансзвукової течії, теорії розсіювання та конформно-інваріантних оцінок для хвильового рівняння Оригінальний текст (англ.) [for her deep and influential work in partial differential equations, most notably in the study of shock waves, transonic flow, scattering theory, and conformally invariant estimates for the wave equation] Помилка: {{Lang}}: не вказано код мови (допомога) |
| 2009 | Джоел Смоллер                                 | За його лідерство, оригінальність, глибину та широту роботи в динамічних системах, диференціальних рівняннях, математичній біології, теорії ударних хвиль і загальній теорії відносності Оригінальний текст (англ.) [for his leadership, originality, depth, and breadth of work in dynamical systems, differential equations, mathematical biology, shock wave theory, and general relativity] Помилка: {{Lang}}: не вказано код мови (допомога) |
| 2012 | Бьорн Енгквіст                                | За його внесок у широкий спектр потужних обчислювальних методів протягом більше ніж трьох десятиліть Оригінальний текст (англ.) [for his contributions to a wide range of powerful computational methods over more than three decades] Помилка: {{Lang}}: не вказано код мови (допомога) |
| 2015 | Еммануель Кандес                              | За його роботу зі стисненого зондування, яка зробила революцію в обробці сигналів і медичній візуалізації, а також пов'язану роботу з обчислювального гармонічного аналізу, статистики та наукових обчислень Оригінальний текст (англ.) [for his work on compressed sensing that has revolutionized signal processing and medical imaging and his related work on computational harmonic analysis, statistics and scientific computing] Помилка: {{Lang}}: не вказано код мови (допомога) |
| 2018 | Бернд Штурмфельс                              | За його важливу роль у створенні галузі прикладної алгебричної геометрії Оригінальний текст (англ.) [for his instrumental role in creating the field of applied algebraic geometry] Помилка: {{Lang}}: не вказано код мови (допомога) |
| 2021 | Гюнтер Ульман                                 | За його фундаментальний та проникливий внесок у зворотну задачу та рівняння з частинними похідними, а також за його глибоку роботу з граничної жорсткості, мікролокального аналізу та клоакінгу Оригінальний текст (англ.) [for his fundamental and insightful contributions to inverse problems and partial differential equations, as well as for his incisive work on boundary rigidity, microlocal analysis and cloaking] Помилка: {{Lang}}: не вказано код мови (допомога) |
| 2024 | Рональд Койфман                               | За його значний вплив на теоретичний і прикладний гармонічний аналіз, а також за впровадження інструментів, розроблених у цих галузях для вирішення сучасних викликів науки про дані Оригінальний текст (англ.) [for his profound impact on pure and applied harmonic analysis, and for the introduction of tools developed from these areas to address modern challenges of data science] Помилка: {{Lang}}: не вказано код мови (допомога) |